# Dascalina
Dascalina är ett släkte av insekter. Dascalina ingår i familjen Flatidae.
Kladogram enligt Catalogue of Life:
| Dascalina | \| \| Dascalina aegrota \| \| \| \| \| \| Dascalina alternans \| \| \| \| \| \| Dascalina contorta \| \| \| \| \| \| Dascalina vivida \| \| \| \| |
|           | \| \| Dascalina aegrota \| \| \| \| \| \| Dascalina alternans \| \| \| \| \| \| Dascalina contorta \| \| \| \| \| \| Dascalina vivida \| \| \| \| |
|           | Dascalina aegrota |
|           | |
|           | Dascalina alternans |
|           | |
|           | Dascalina contorta |
|           | |
|           | Dascalina vivida |
|           | |